# Одиночная психическая атака
«Одиночная психическая атака» — пятый мини-альбом российского рэп-исполнителя GONE.Fludd, выпущенный 22 ноября 2019 года лейблом Sony Music Russia через цифровую дистрибуцию.
В «Одиночную психическую атаку» вошло восемь композиций. Продюсированием альбома занялись Cakeboy, Murdflex, Presco Lucci, Slidinmoon, Shvrp Prickles, Lagune, и рэпер МС Сенечка; в качестве гостя появился рэпер Tveth. В поддержку пластинки были выпущены синглы «Humansuit» и «Проснулся в темноте». В отличие от более ранних работ артиста, вроде студийного альбома Boys Don’t Cry и мини-альбома «Суперчуитс», звучание «Одиночной психической атаки» отличается более тяжёлым и агрессивным характером, а тексты содержали в себе размышления на темы психических расстройств, усталости и депрессии.
Альбом стал самым неоднозначным в карьере GONE.Fludd. Критики и журналисты отмечали, что артисту не идёт тяжёлое звучание и посетовали на отсутствие на пластинке устоявшего стиля, за который удостоились популярности его предыдущие два альбома. Несмотря на резкую критику, «Одиночной психической атаке», как и синглу «Проснулся в темноте» с него, удалось добиться платиновой сертификации. Хип-хоп-портал The Flow поместил альбом на 40 строчку «Топ-50 отечественных альбомов 2019».

## Создание и релиз

### Предыстория
После успешного выхода студийного альбома Boys Don’t Cry и мини-альбома «Суперчуитс» GONE.Fludd добился популярности и звания «главного рэп-открытия 2018 года». Неожиданное обретение известности вылилось в эмоциональное и моральное перегорание, в усталость от сложившегося «яркого» образа. Вследствие этого Александр решает резко сменить имидж, срезая свои дреды, бывшие до этого частью образа «яркого» GONE.Fludd, и решает записать новый альбом, чьё звучание кардинально бы отличалось от предыдущих двух пластинок, став более тяжёлым и агрессивным.

### Запись
Написанием инструментала к «Проснулся в темноте» занимались битмейкеры под псевдонимами SHVRP PRICKLES и Lagune. Ранее SHVRP PRICKLES спродюсировал четыре трека для наиболее популярного альбома рэпера, Boys Don’t Cry, в том числе хит «Кубик льда». Описывая методику совместной работы, SHVRP PRICKLES заявил что за создание основной части мелодии, «лупа», отвечает Lagune, затем уже сам SHVRP PRICKLES дорабатывает его в черновой вариант трека на основе звучания лупа. Таким образом битмейкеры создают демозапись, которая затем отправляется исполнителям «на пробу» и в случае если демозапись приглянулась кому-либо они прорабатывают её в полноценный трек. За текст песни, по традиции, отвечал сам Александр «GONE.Fludd» Смирнов. В «Проснулся в темноте» GONE.Fludd рассказывает об образе девушки из сна, в которую бесповоротно влюбляется. Артист отмечал, что этот образ является собирательным, сочетая в себе черты знакомых нескольких девушек.

### Выход
Выход мини-альбома предварял релиз двух синглов: «Humansuit» и «Проснулся в темноте». 7 ноября GONE.Fludd выкладывает в своих соцсетях отрывок песни и анонсирует её выход на следующий день. Выход сингла состоялся 8 ноября 2019 года на лейбле Sony Music Russia через цифровую дистрибуцию. Одновременно с выходом песни был открыт предзаказ мини-альбома «Одиночная психическая атака» на Apple Music. По состоянию на 21 января 2022 года видео-ролик с премьерой трека на видеохостинге YouTube набрал более 3 миллионов просмотров. Изначально артист планировал экранизировать оба сингла с мини-альбома, но по тем или иным причинам трек «Humansuit» остался без музыкального клипа. «Проснулся в темноте», с другой стороны, получил так называемое «муд-видео», показывающее танцующего под композицию GONE.Fludd. Ролик являлся частью рекламной кампании марки американского бурбона Jim Beam, в которой также приняли участие рэперы Obladaet и Моргенштерн. «Одиночная психическая атака» была выпущена 22 ноября 2019 года на лейбле Sony Music Russia. Первоначально дата выхода планировалась на 15 ноября, но была перенесена. Обложка является отсылкой к обложке альбома группы «HANGAR 18» — Sweep The Leg, выпущенный в 2007 году.

## Реакция
16 марта 2020 года получил платиновую сертификацию вместе с синглом «Проснулся в темноте».

## Список композиций
| №  | Название                           | Текст песни                        | Музыка                | Длительность |
| -- | ---------------------------------- | ---------------------------------- | --------------------- | ------------ |
| 1. | «Агент Паранойи»                   | Александр Смирнов                  | CAKEBOY               | 1:15         |
| 2. | «Реквием играет тихо»              | Александр Смирнов                  | MURDFLEX              | 2:33         |
| 3. | «Humansuit»                        | Александр Смирнов                  | CAKEBOY Presco Lucci  | 3:17         |
| 4. | «Дело»                             | Александр Смирнов                  | Slidinmoon CAKEBOY    | 3:31         |
| 5. | «Так вот!»                         | Александр Смирнов                  | MURDFLEX              | 2:56         |
| 6. | «Проснулся в темноте»              | Александр Смирнов                  | SHVRP PRICKLES lagune | 2:44         |
| 7. | «Kill La Kill» (при участии TVETH) | Александр Смирнов Дмитрий Дмитриев | CAKEBOY МС Сенечка    | 2:38         |
| 8. | «Парк мечты навязчивого состояния» | Александр Смирнов                  | CAKEBOY Presco Lucci  | 1:55         |